# Historisches Schuhmuseum Pflanz

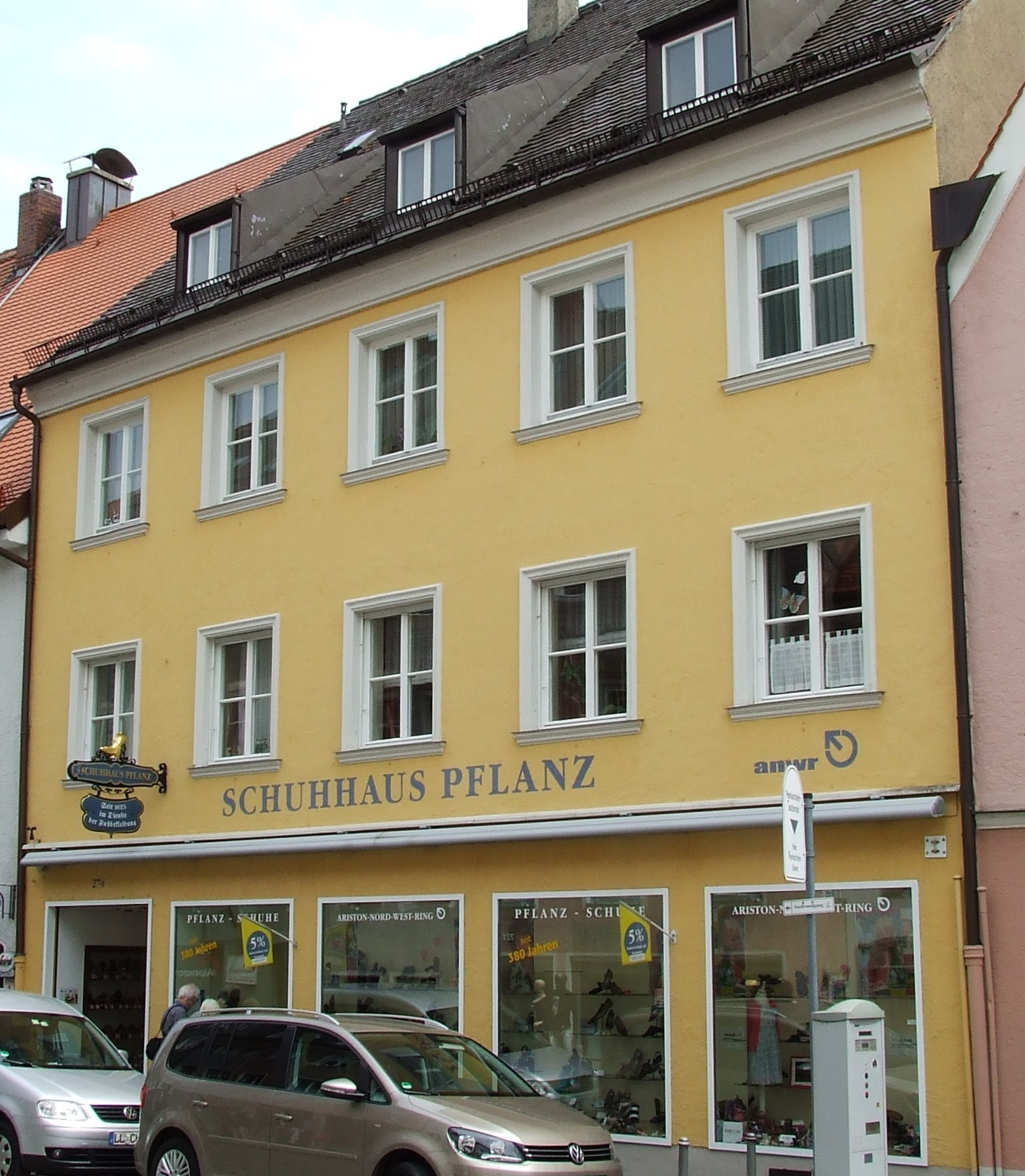

Das Historische Schuhmuseum Pflanz ist ein 1995 eröffnetes Privatmuseum in Landsberg am Lech. Es beherbergt die Sammlung des Schuhmachermeisters Heinrich Pflanz, dessen Schuhhaus gleichen Namens sich seit 1625 im Familienbesitz befindet.
Das Museum beherbergt in zwei Räumen rund 2000 historische und zeitgenössische Schuhe aus acht Jahrhunderten. Neben Trachtenschuhen, Schnabelschuhen und weiteren Schuhen aus aller Welt sind auch die Fußbedeckungen prominenter Persönlichkeiten zu sehen (z. B. Ludwig II. von Bayern, Elisabeth von Österreich oder Lothar Matthäus). Darüber hinaus gehören zu der Sammlung 500 Schuhlöffel.

## Belege
1. ↑  Bürgernetz im Schuhmuseum. In: Friedberger Allgemeine. 19. Mai 2016, abgerufen am 8. November 2022.

Koordinaten: 48° 3′ 7,9″ N, 10° 52′ 37,6″ O